# Anosia felicia
Anosia felicia är en fjärilsart som beskrevs av Hans Fruhstorfer 1907. Anosia felicia ingår i släktet Anosia och familjen praktfjärilar. Inga underarter finns listade i Catalogue of Life.